# سیارک ۱۷۵۴۳
سیارک ۱۷۵۴۳ (به انگلیسی: 17543 Sosva، نامگذاری:1993PA3) هفده هزار و پانصد و چهل و سومین سیارک کشف شده‌است که در ۱۴ اوت ۱۹۹۳ کشف شد.
قدر مطلق سیارک برابر ۳۲.۳ است.